# Château de Schwante
Le château de Schwante est un ancien château situé au sud-ouest du village de Schwante dans la commune d'Oberkrämer (Brandebourg) en Allemagne de l'est.

## Histoire
Ce château domanial en trois corps de bâtiments a été construit entre 1741 et 1743 par Erasmus Wilhelm von Redern, époux de Catherina Elisabeth von Bredow, à l'emplacement d'une maison forte de 1618, dont on trouve des vestiges dans les anciens communs. Les deux ailes de chaque côté ont été terminées en 1744 et abritaient les salles de service.

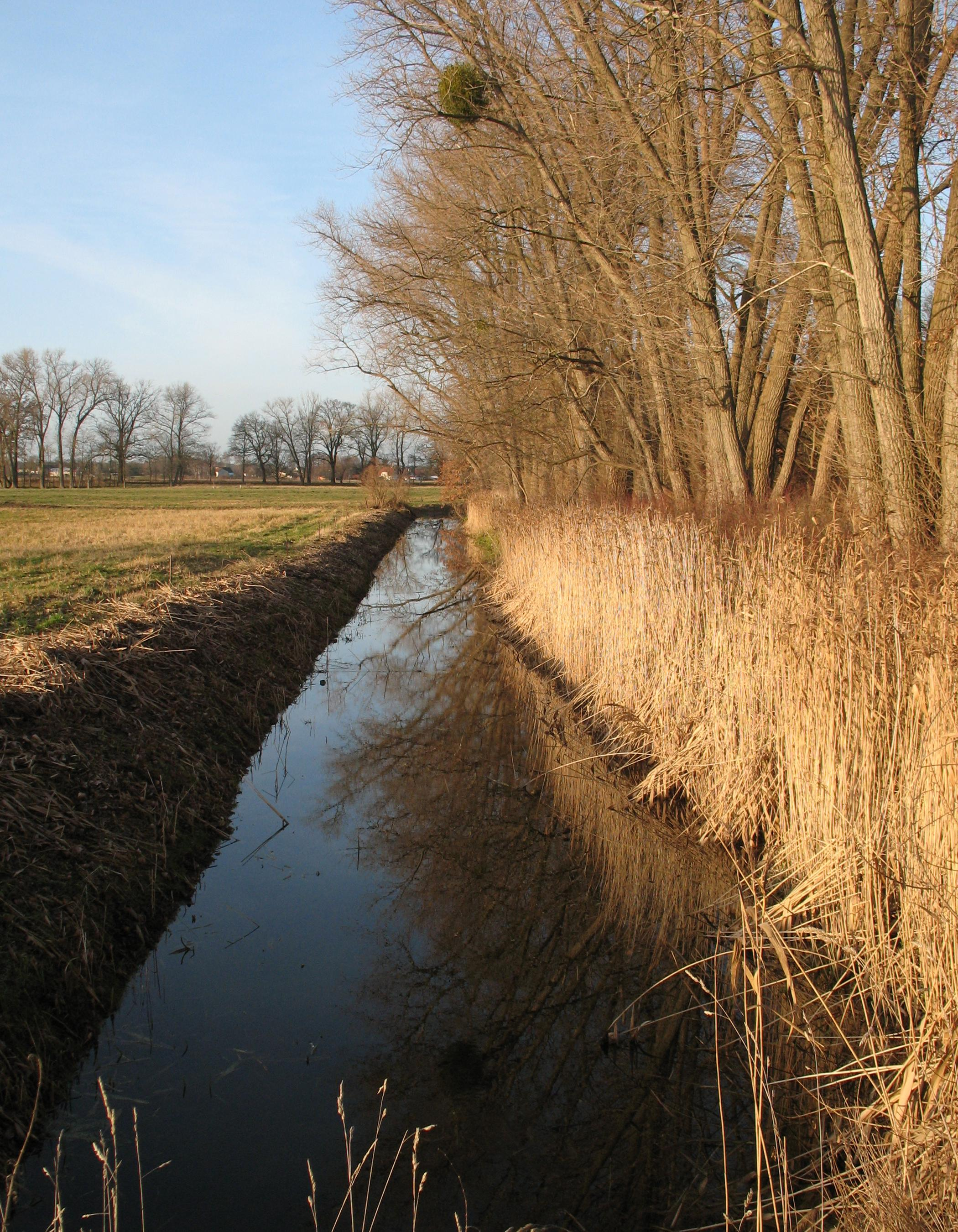
Douves autour du parc

Richard Sommer acquiert le château en 1888, en plus de son château de Sommerswalde. Il fait construire entre 1903 et 1905 d'autres bâtiments de service et de ferme et transforme l'aménagement intérieur de la maison de maître en 1910. Ses onze héritiers vendent la propriété en 1916. Les terres sont achetées par une coopérative agricole et le château après la guerre par Vico von Bülow (1891-1970). Celui-ci est un membre engagé du mouvement du casque d'acier et de la ligue des soldats du front. Il est nommé en 1935 chef du protocole du ministère des Affaires étrangères et se fait appeler Vico von Bülow-Schwante. De 1938 à 1940, il est ambassadeur à Bruxelles.
Il fait construire sur la façade un balcon avec une terrasse dans les années 1920 et une entrée de grès de Silésie avec parapets à rampes et statues de lions dans les années 1930.
Le château est nationalisé après la Seconde Guerre mondiale et abrite une maison de soins pour les malades du typhus et ensuite une maison d'éducation de la Freie Deutsche Jugend (Jeunesse libre allemande). Le château est donné à la commune en 1962 et tombe alors en déshérence.
Il nécessite actuellement une sérieuse restauration.

## Source
- (de) Cet article est partiellement ou en totalité issu de l’article de Wikipédia en allemand intitulé « Schloss Schwandte » (voir la liste des auteurs).